# 栋皮埃尔 (孚日省)
栋皮埃尔（法語：Dompierre，法語發音：[dɔ̃pjɛʁ] ⓘ）是法国大東部大區孚日省的一个市镇，属于埃皮纳勒区。

## 地理
栋皮埃尔（48°15'10"N, 6°33'50"E）面积8.88 平方千米，位于法国大東部大區孚日省，该省份为法国东北部内陆省份，北起默兹省和默尔特-摩泽尔省，西接上马恩省，南至上索恩省和贝尔福地区省，东临上莱茵省和下莱茵省。
与栋皮埃尔接壤的市镇（或旧市镇、城区）包括：帕杜、塞克尔、艾杜瓦勒、丰特奈、迪尔比永河畔日尔库尔。

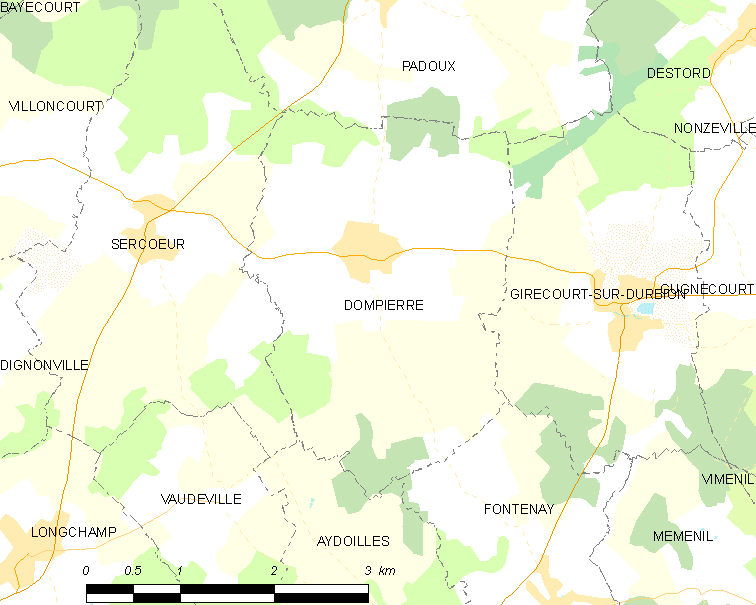
的OSM定位图

栋皮埃尔的时区为UTC+01:00、UTC+02:00（夏令时）。

## 行政
栋皮埃尔的邮政编码为88600，INSEE市镇编码为88152。

## 政治
栋皮埃尔所属的省级选区为布吕耶尔县。

## 人口

1962-2008年间人口变化图示

栋皮埃尔于2022年1月1日时的人口数量为240人。